# 1654
Cette page concerne l'année 1654  du calendrier grégorien.
L'année 1654 est une année commune qui commence un jeudi.

## Événements
- 23 janvier : deux jésuites sont massacrés à Saint-Vincent par les Caraïbes[1]
- 26 janvier : capitulation de Recife. fin de l’occupation hollandaise du Brésil[2]. Battus en 1649 à la bataille de Guararapes, les Hollandais sont expulsés de Recife par les colons brésiliens révoltés. De nombreux planteurs et négociants néerlandais s’installent aux Antilles. Trois cents Juifs de Nouvelle-Hollande se fixent en Martinique, en Guadeloupe ou à Saint-Christophe où ils développent la culture de la canne à sucre. D'autres s'exilent à la Jamaïque, à la Barbade, en Hollande, sur la Côte Sauvage et en Nouvelle-Néerlande.

- 9 février : les Français sont chassés de l’île de la Tortue par les Espagnols (1654-1655)[3]. Certains s’établissent dans la région de Port-au-Prince (Saint-Domingue)[4].
- 20 mai : colonisation de Tobago par le duché de Courlande[3].
- 7 juin : Couronnement de Louis XIV, Roi de France et de Navarre, dans la Cathédrale de Reims par Simon Legras, évêque de Soissons.
- 10 juillet : le Portugal reconnaît les droits des Anglais au commerce en Orient[5].
- 13 juillet : le major Robert Sedgewick part de Boston pour attaquer l'Acadie française[3]. Les navires anglais occupent le territoire acadien, alors peuplé d’une soixantaine de familles françaises (1654-1667).
- 6 août, Trois-Rivières : le gouverneur de la Nouvelle-France Jean de Lauzon envoie deux hommes accompagner des Indiens Outaouais pour une expédition vers l'Ouest. L'un d'eux serait Médard Chouart des Groseilliers[6]. Ils explorent le lac Michigan (1654-1656). Des Groseilliers revient plus tard dans la région accompagné par son beau-frère Radisson (1659-1660)[7].
- 22 août : Jacob Barsimson (en), qui passe pour être le premier immigrant juif en Amérique du Nord, débarque à La Nouvelle-Amsterdam, en Nouvelle-Néerlande. Il est rejoint en septembre par 23 autres Juifs séfarades, fuyant la reconquête portugaise de janvier au Brésil[8]. Bientôt rejoints par des Juifs portugais d'Amsterdam, ils forment en 1654 la communauté K. K. Shearith Israël (« Le reste d’Israël »).
- 24 août : à Grenade, les Caraïbes dévastent le quartier français après que le gouverneur a fait massacrer les leurs[1].
- 20 septembre : seconde colonisation de l'île Bourbon par Antoine Thoreau, dit Couillard, sept autres Français et six Malgaches (fin le 5 juin 1658)[9].
- Septembre : 2 000 Caraïbes avec quelques dizaines d'esclaves noirs fugitifs attaquent Saint-Pierre en Martinique[1].

### Europe
- 15 janvier : l'armée du Prince de Condé abandonne le siège de Thuin, aux Pays-Bas espagnols[10]. L'évènement est commémoré depuis lors par la procession dédiée à saint Roch (Marches de l'Entre-Sambre-et-Meuse), célébrée le 3e dimanche de mai.

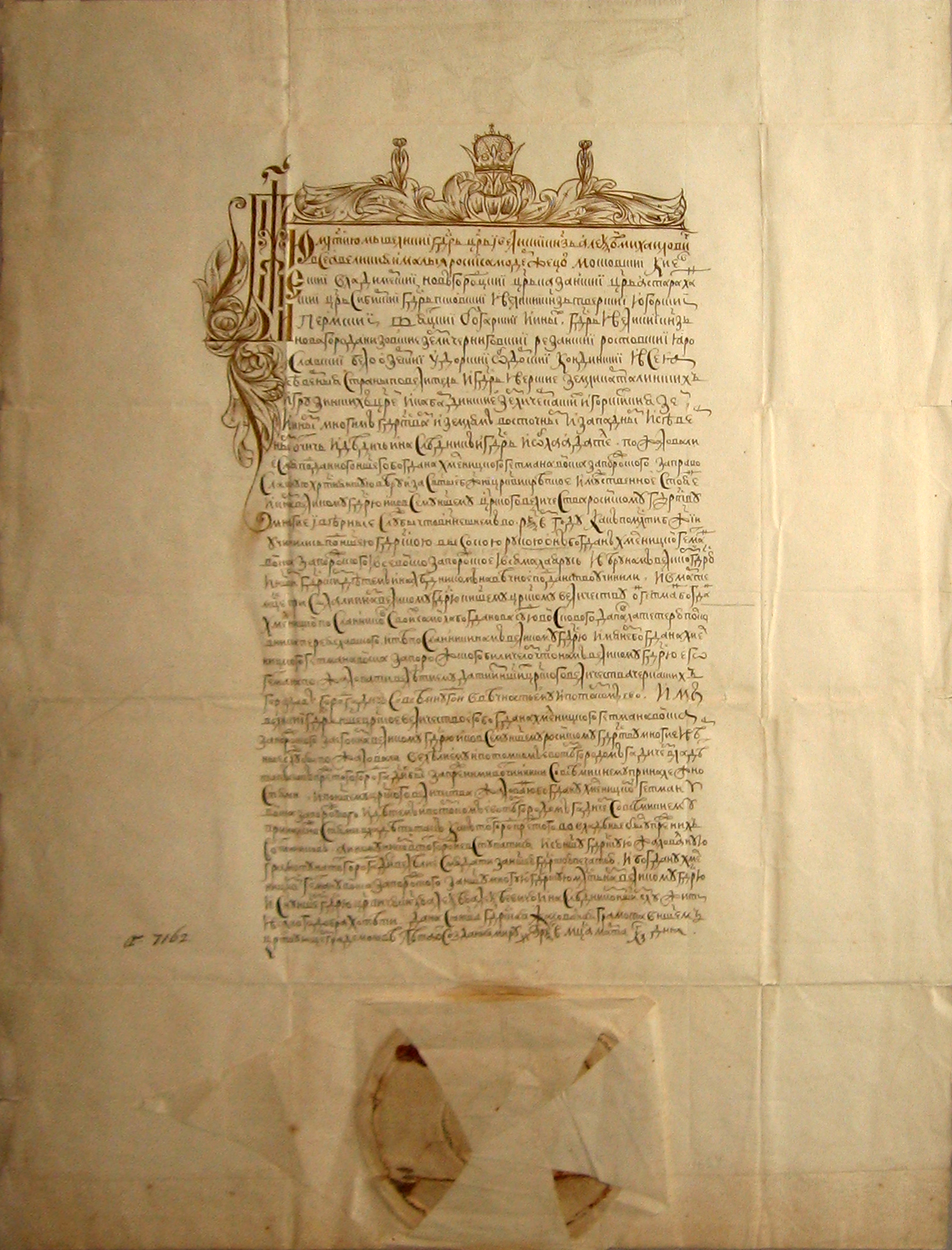
16 janvier : traité de Pereïaslav.

- 16 janvier : les accords de Perejaslav entre la Russie et les Cosaques Zaporogues placent le pays rus sous l’autorité de Moscou. Le nombre des Cosaques est porté à soixante mille[11]. Ils élisent leurs chefs et leurs juges. Le conseil de guerre de l’armée (la Rada), désigne l’hetman, qui dispose de larges libertés pour conclure d’éventuelles alliances, mais prête serment de fidélité au tsar. Les fonctionnaires russes n’interviennent que pour la levée de l’impôt. Les Cosaques obtiennent une indépendance quasi totale. Ils mènent des opérations combinées avec les Russes en Russie Blanche, en Lituanie, tandis que Bogdan Khmelnitski occupe Chełm et marche sur Łwow. Mais le tsar Alexis Ier, tenté par le trône de Pologne, conclut une trêve en 1656.

- Mars-avril : en Russie, Nikita Nikon réunit un nouveau concile[12] et obtient un vote unanime ordonnant de nouvelles corrections des Livres saints et une condamnation du signe de croix avec les deux doigts.

- 9 avril : mort de Matthieu Basarab. Constantin Basarab devient voïévode de Valachie (fin en 1658)[13].
- 15 avril : paix de Westminster entre l'Angleterre et les Provinces-Unies, qui reconnaissent les Actes de Navigation de 1651[14].

- 4 mai, Provinces-Unies : acte d’exclusion écartant les princes d'Orange du stathoudérat et du commandement de l’armée (Jean de Witt)[15].
- 5-18 mai, guerre russo-polonaise  : intervention des Russes en Lituanie aux côtés des Cosaques Zaporogues d’Ukraine, conduits par l’hetman Bogdan Khmelnitski. Une colonne marche sur Nevel, Polotsk et Vitebsk au Nord, une autre sur Mstislavl, Orcha et Smolensk au sud[16].
- 13 mai : victoire navale ottomane sur Venise à la bataille de l'Hellespont[17].

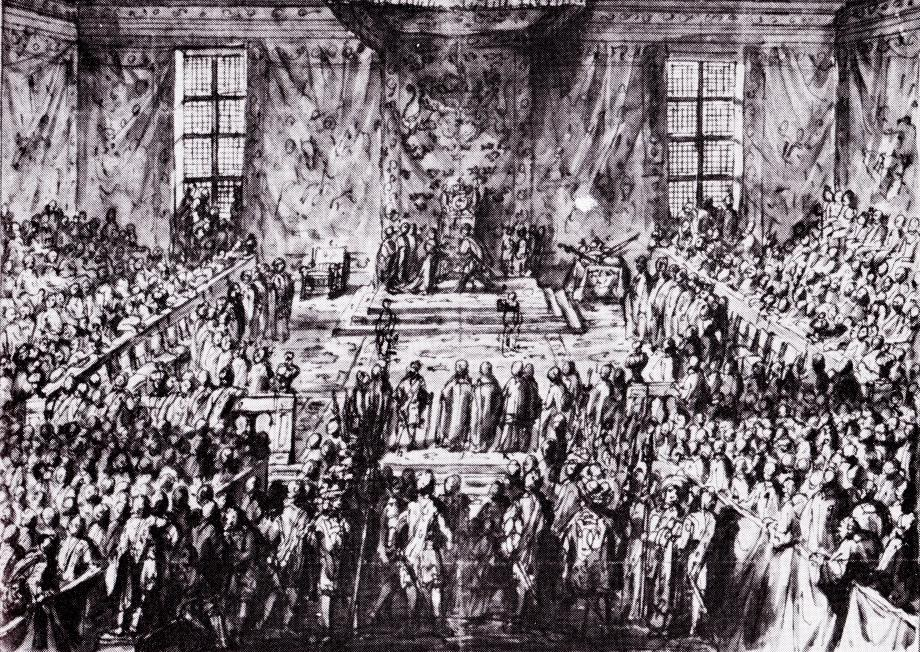
16 juin : abdication de Christine de Suède.

- 16 juin : abdication de Christine de Suède au Riksdag d’Uppsala en faveur de son cousin Charles-Gustave de Palatinat-Deux-Pont pour se convertir au catholicisme. Elle finit ses jours à Rome en 1689[18]. Début du règne de Charles X Gustave, roi de Suède (fin en 1660).

- 2 juillet : les Russes assiègent Smolensk[19]. Les Polonais s’allient avec les Tatars de Crimée.
- 10 juillet : traité de Westminster entre le Portugal et l’Angleterre[5]. Les Portugais s’engagent à libérer tous les marchands anglais, à restituer leurs biens et à verser des indemnités, sans clause de réciprocité. L’accord ouvre l’accès des textiles anglais au marché portugais et celui des marchands anglais aux produits du Brésil. L’Angleterre conserve les territoires coloniaux acquis sur le Portugal.
- 19 juillet : le soulèvement de Glencairn en Écosse est réprimé par les Parlementaires à Dalnaspidal[20].
- Juillet-septembre : peste à Moscou[21]. Dans certaines régions de Russie, la mortalité atteint 85 % de la population.

- 8 septembre, Angleterre : les députés républicains au Parlement interrogent  Oliver Cromwell sur sa prééminence[22]. Le 12, celui-ci ordonne l’exclusion de ceux qui lui sont hostiles.
  - Oliver Cromwell s’entoure d’un Conseil d’État et promet de rendre compte de ses activités au Parlement. Il organise le pays en circonscriptions militaires, chacune sous l’autorité d’un général de division qui a pour mission d'instituer une réforme morale et d’interdire les activités de loisirs de la gentry (interdiction des duels, des courses de chevaux et des combats de coqs, fermeture des cafés et des maisons de passe, des bals et des théâtres, l’adultère est puni de mort, etc.).
- 23 septembre : les Russes occupent Smolensk[19] et marchent sur Wilno (prise le 31 juillet 1655).

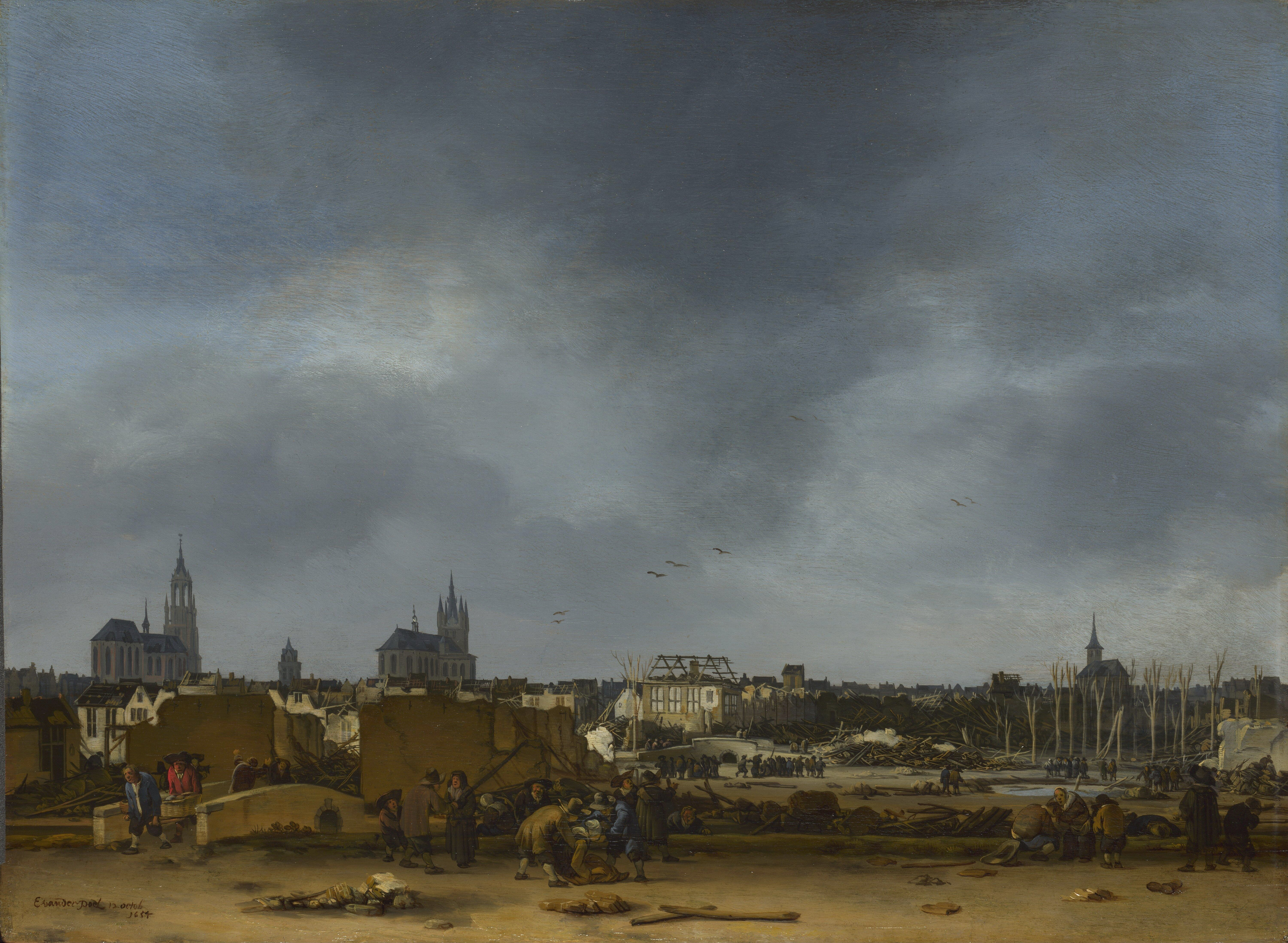
12 octobre : explosion de la poudrière de Delft.

- 12 octobre : explosion de l'arsenal de Delft[23].
- 13 novembre : prise de Castellammare di Stabia par la flotte du duc de Guise, à la tête d'une nouvelle expédition dans le royaume de Naples[24]. Il prend la ville mais ne peut se maintenir. Retour en France.

#### France
- 22 février : mariage de la nièce du cardinal Mazarin, Anne Marie Martinozzi, avec le prince de Conti[25], qui scelle la réconciliation entre Conti et la Cour, après les troubles de la Fronde.
- 28 mars : 
  - Condé est condamné à mort par le Parlement[25].
  - Retz signe sa démission d’archevêque de Paris[26]. Il est transféré à Nantes (30 mars) d’où il s’évade le 8 août et s’embarque pour l’Espagne[25]. Son vicaire général, Chassebran, caché dans une tour de Saint-Jean-en-Grève, attise le clergé séculier contre Mazarin (Arnaud d'Andilly, Claude Joly…).
- 1er avril : début d'une période de stabilité de la monnaie qui ne subit aucune dévaluation jusqu'au 31 décembre 1689[27].
- 7 juin : sacre de Louis XIV à Reims[25].
- 24-25 août : secours d'Arras : le Grand Condé et les Espagnols sont repoussés par Turenne[25].
- 23 novembre : expérience mystique de Blaise Pascal[28].

## Naissances en 1654
- 20 janvier : Michel de Swaen, poète et dramaturge flamand († 3 mai 1707).

- 19 février : Antonio Bellucci, peintre baroque italien († 1726).

- 10 mars : Giuseppe Bartolomeo Chiari, peintre italien († 8 septembre 1727).
- 12 mars : Giuseppe Passeri, peintre baroque italien  († 2 novembre 1714).

- 4 mai : Kangxi (K'ang-hsi), empereur de Chine († 20 décembre 1722).

- 14 juin : Louis Dorigny,  peintre et graveur français († 29 novembre 1742).

- 24 juillet : Tommaso Bonaventura della Gherardesca, religieux catholique italien, archevêque de Florence de 1703 à 1721 († 21 septembre 1721).

- 29 septembre : Michelangelo Ricciolini, peintre italien du baroque tardif († 10 décembre 1715).
- Septembre : Vincent Lübeck, organiste allemand († 9 février 1740).

- 19 novembre : Louis de Boullogne, peintre français († 21 novembre 1733).

- 10 décembre : Giovanni Gioseffo dal Sole, peintre italien de l'école bolonaise du baroque tardif († 22 juillet 1719).
- 27 décembre : Jacques Bernoulli, savant suisse († 16 août 1705).

- Date inconnue :
- Étienne Loulié, musicien, pédagogue et théoricien de la musique français († 16 juillet 1702).

## Décès en 1654
- 3 janvier : Matsunaga Teitoku, lettré et poète japonais de haikai (° 1571).
- 13 janvier : Jacques Lemercier, architecte français (° 1585).
- 17 janvier : Paulus Potter, peintre néerlandais (° 20 novembre 1625).
- 4 février : Pierre Mazzarini, père du cardinal Jules Mazarin et du cardinal Michel Mazarin (° 1576).
- 6 février : Francesco Mochi, sculpteur italien (° 29 juillet 1580).
- 8 février : Jean-Louis Guez de Balzac, écrivain libertin français (° 31 mai 1597).
- 21 mars : Jean-François de Gondi, archevêque de Paris. Son neveu Retz n’ayant pas prêté serment, l’archevêché est mis en régale (° 1584).
- 24 mars : Samuel Scheidt, musicien, organiste et maître de chapelle allemand (° 4 novembre 1587).
- 28 mai : Trịnh Tráng, maires du palais du Đại Việt (ancêtre du Viêt Nam) de la dynastie Lê et chef de la famille des Trịnh (° 6 août 1577).
- ? mai : Abraham Furnerius, peintre néerlandais (° mars 1628).
- 7 juin : Giambattista Andreini, poète, acteur et dramaturge italien (° 9 février 1576).
- 10 juin : L'Algarde, sculpteur et architecte italien (° 31 juillet 1598).
- 9 juillet : Ferdinand, roi des Romains. Il était fils de l'empereur Ferdinand III et de Marie-Anne, fille de Philippe III, roi d'Espagne, et sœur d'Anne d'Autriche (° 8 septembre 1633).
- 27 juillet : Thomas Gataker, théologien et critique anglais (° 4 septembre 1574).
- 12 août : Cornelius Haga, premier ambassadeur des Provinces-Unies en Empire ottoman (° 28 janvier 1578).
- 19 août : Yom-Tov Lipman Heller, rabbin et talmudiste bohémien (° 1578).
- 28 août : Axel Oxenstierna, haut chancelier de Suède (° 16 juin 1583).
- 31 août : Ole Worm (ou Olaus Wormius), médecin et collectionneur danois (° 13 mai 1588).
- 24 septembre : Louis de Lorraine, duc de Joyeuse et d'Angoulême, Grand chambellan et colonel général de la cavalerie (° 11 janvier 1622).
- 12 octobre : Carel Fabritius, peintre néerlandais, (° 27 février 1622).
- 16 octobre : Hercule de Rohan-Montbazon, noble français de la Maison de Rohan (° 27 août 1568).
- 29 octobre : René Chartier, médecin français (° 1572).
- 13 novembre : Ahn Bang-jun, homme politique et écrivain coréen (° 20 juillet 1573).
- 24 novembre : Le marquis de Plessis-Bellière. Il était le mari de Suzanne de Bruc, amie fidèle de Fouquet et Précieuse (° 1602).
- 30 novembre : John Selden, juriste anglais (° 16 décembre 1584).
- 5 décembre :
  - Louis II de La Rochefoucauld, prélat français, frère de François (° 23 décembre 1615).
  - Jean-François Sarrasin, à Pézenas, écrivain français, et proche du prince de Conti (° vers  1614).
- 25 décembre : Nicola Sabbattini, architecte et scénographe italien (° 1574).
- Date précise inconnue :
  - Pierre Broussel, conseiller au Parlement de Paris sous Louis XIII et Louis XI (° 1575).
  - Francisco Correa de Arauxo, organiste et compositeur espagnol (° 16 septembre 1584).
  - Laurence de Montmorency, duchesse de Montmorency (° 1571).